# Robert Cotton (député)
Pour les articles homonymes, voir Robert Cotton et Cotton.
Robert Cotton (2 mai 1644 – 17 septembre 1717) est un homme politique anglais. Il siège comme député de 1679 à 1701 et brièvement en 1702.

## Biographie
Il est le troisième fils de Thomas Cotton (2e baronnet) (en), le deuxième de la seconde épouse de Thomas, Alice. En 1662, année de la mort de son père, son demi-frère lui accorde le manoir de Hatley, dans le Cambridgeshire.
Il siège au Parlement pour le Cambridgeshire de 1679 à 1695, pour Newport, dans l'île de Wight de 1695 à 1701 et brièvement pour Truro en 1702. Il est choisi comme Haut-shérif de Cambridgeshire et Huntingdonshire pour la période de janvier à novembre 1688.
Tory, il est l'un des titulaires conjoints du poste de ministre des Postes à partir de 1691 après le renvoi de John Wildman. 